# VII Congresso del Partito Comunista Italiano
Il VII Congresso del Partito Comunista Italiano ebbe sede a Roma dal 3 all’8 aprile 1951.

## Storia
A livello mondiale, l’acuirsi della guerra fredda e la costituzione della NATO costituiscono i tratti salienti del periodo a cavallo fra gli anni quaranta e i cinquanta che influenzarono pesantemente la vita nazionale. In Italia si registrò la nascita della CISL come prodotto della scissione della CGIL, e la fondazione del PSDI nato dalla divisione del PSI. Nel mezzogiorno, le lotte per l'occupazione delle terre videro la violenza poliziesca contro i lavoratori in sciopero che provocò, alla data del Congresso, sessantadue morti – in larga maggioranza comunisti – oltre ai tantissimi feriti. Questi dati vennero ripresi nella relazione introduttiva di Togliatti e nel rapporto di Longo, documenti che, insieme all'ordine del giorno e alla risoluzione politica, proponevano al partito una prospettiva di lotta per la pace, per il lavoro e per la libertà.  A livello organizzativo, Togliatti venne confermato come segretario generale e Longo e Secchia in qualità di vicesegretari. I tre fecero parte della Direzione insieme ad Amendola, Colombi, Di Vittorio, D’Onofrio, Grieco, Li Causi, Negarville, Noce, Novella, Pajetta, Roasio, Roveda, Scoccimarro, Sereni e Spano; membri supplenti risultarono Berlinguer, Dozza, Montagnana e Terracini.